# Artur Jastrzębski

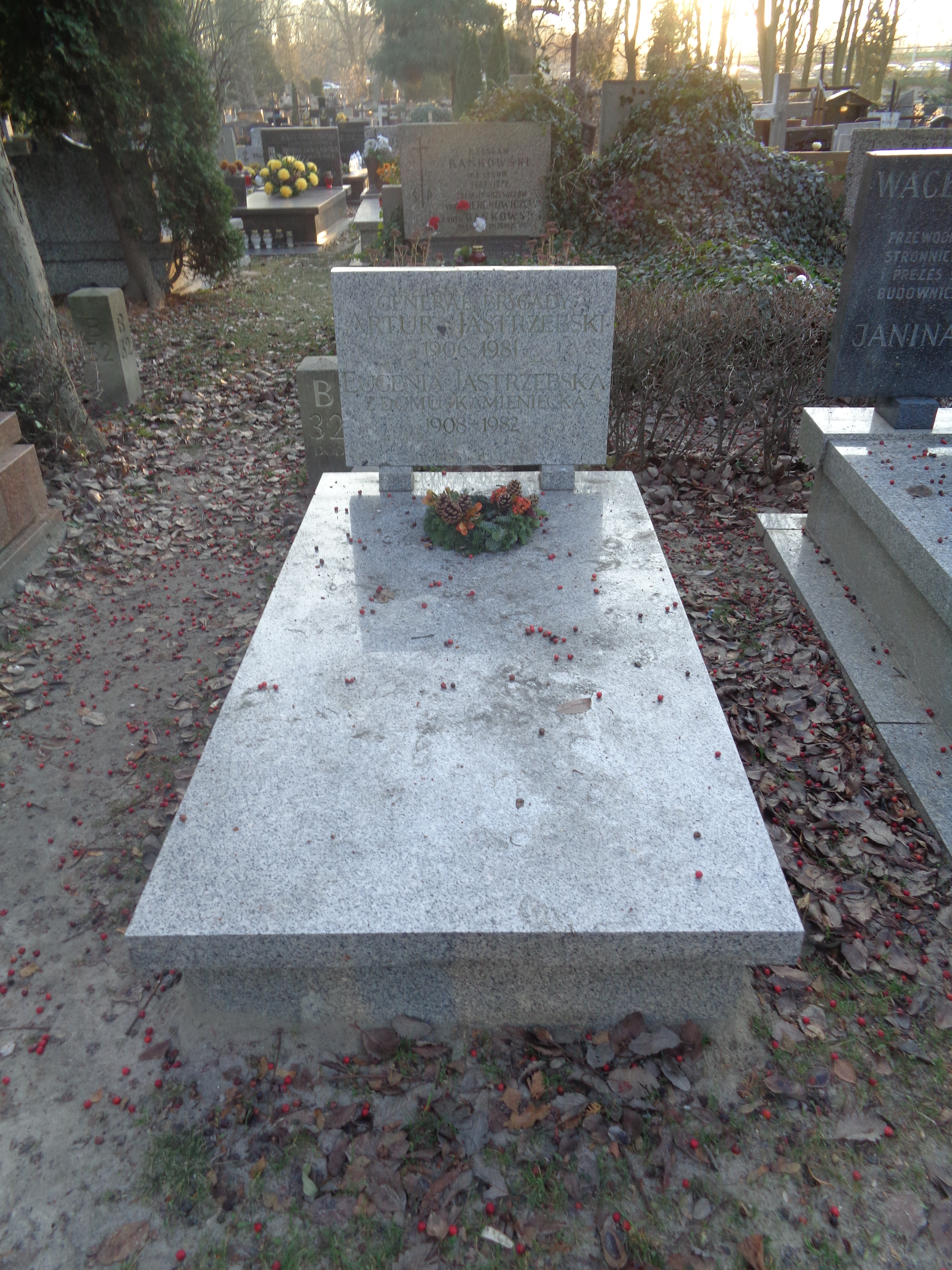
Grób Artura Jastrzębskiego na Cmentarzu Wojskowym na Powązkach

Artur Albert Ritter-Jastrzębski, ps. „Andrzej”, „Bogdan”, „Stefan” (Wilhelm) Tell (ur. 12 maja 1906 w Jelcu, zm. 7 maja 1981 w Warszawie) – generał brygady Wojska Polskiego, działacz Komunistycznej Partii Polski. Agent GRU podczas II wojny światowej. Funkcjonariusz Ministerstwa Bezpieczeństwa Publicznego, wywiadu wojskowego, Zarządu II Sztabu Generalnego WP, m.in. szef Wojewódzkiego Urzędu Bezpieczeństwa Publicznego w Gdańsku, zastępca szefa Zarządu II SG WP, attaché wojskowy PRL w Rzymie od 1964 do 1968.
Zdaniem historyków (m.in. Pawła Wieczorkiewicza i Piotra Gontarczyka) był pierwowzorem postaci Hansa Klossa w „Stawce większej niż życie”.

## Życiorys

### Młodość, pobyt w Polsce i ZSRR
Syn Jana i Karoliny. Pochodził z łódzkiej rodziny niemieckiej. Urodził się jako Artur Ritter w Jelcu (gubernia orłowska) w Rosji, gdzie jego rodzina przebywała podczas zakładania przez jego ojca przędzalni. Po ukończeniu szkoły podstawowej w Grodzisku Mazowieckim rozpoczął naukę w Gimnazjum Państwowym w Łomży (1924–1927), gdzie wstąpił do Komunistycznego Związku Młodzieży Polskiej, a następnie w szeregi Komunistycznej Partii Polski w Łomży. Od 1932 do 1933 przebywał w Związku Radzieckim, gdzie ukończył Szkołę Wojskowo-Polityczną Sekcji Polskiej Międzynarodówki Komunistycznej w Bakowce pod Moskwą. Wówczas komendantem tej szkoły był Karol Świerczewski.
Prawdopodobnie w tym samym czasie (1932–1933) Jastrzębski rozpoczął współpracę z wywiadem radzieckim. Po powrocie do Polski pracował w Centralnym Wydziale Wojskowym KPP, 17 września 1933 aresztowany za działalność komunistyczną, zwolniony 14 kwietnia 1934. Latem 1936 wystąpił z KPP.

### II wojna światowa
Po wybuchu II wojny światowej przedostał się do Białegostoku, gdzie pracował jako dyrektor miejskiego szpitala. W 1941 wywiad radziecki zaproponował mu podjęcie pracy wywiadowczej na niemieckim zapleczu. Po odpowiednim przeszkoleniu został kadrowym oficerem wywiadu radzieckiego i po agresji III Rzeszy na ZSRR 22 czerwca 1941 został przerzucony przez wywiad radziecki z żoną i dwojgiem dzieci (w wieku 3 i 4 lat) do Warszawy. Dzięki niemieckiemu nazwisku, dobrej znajomości języka i bogatemu doświadczeniu w działalności konspiracyjnej zdołał przeniknąć do pracy w policji niemieckiej. W 1942 został obywatelem niemieckim i członkiem SA, pracując dla radzieckiego wywiadu wojskowego za pośrednictwem Czesława Skonieckiego, kierownika Wydziału Specjalnego KC PPR, podlegającego wywiadowi Kominternu. Odegrał istotną rolę w antyhitlerowskim wywiadzie na obszarze Warszawy i Generalnego Gubernatorstwa. Docierał nawet do siedziby Hansa Franka na Wawelu. Dzięki niemu uratowało się od śmierci wielu polskich patriotów, w porę uprzedzonych o mającym nastąpić aresztowaniu. Od chwili powstania Polskiej Partii Robotniczej był jej aktywnym działaczem.
W 1942 Jastrzębski zamieszkał w niemieckiej dzielnicy przy ulicy Rozbrat 34/36 i założył przedsiębiorstwo budowlane. Jednocześnie nawiązał kontakt z pracownikiem Gestapo, którego siedziba mieściła się w alei Szucha. Udało mu się również pozyskać do współpracy Nikołaja Tumanowa, rosyjskiego białego emigranta mieszkającego w Warszawie. Tumanow, carski pułkownik, został jednym z najlepszych przyjaciół Jastrzębskiego (Tumanow bywał u niego często także po wojnie, aż do swojej śmierci). Wojna z Niemcami zmieniła nastawienie Tumanowa do komunizmu i kiedy Jastrzębski zaryzykował przyznanie się „Koli” do pracy na rzecz radzieckiego wywiadu, ten zgłosił swoją gotowość pomocy. Wprowadził Jastrzębskiego w środowisko oficerów byłej armii Białych generała Piotra Wrangla. W czasie suto zakrapianych alkoholem przyjęć w domu Jastrzębskiego pijani oficerowie rosyjscy i niemieccy ujawniali tajne informacje, które były natychmiast przekazywane drogą radiową do Moskwy.
Jastrzębski brał udział w operacji wywiadu radzieckiego polegającej na wprowadzeniu agentów do organizacji „Miecz i Pług”. Organizacja ta od 1942 współpracowała z Gestapo, ułatwiając infiltrowanie i likwidację przywódców lewicowego podziemia. Jej przywódcy Anatol Słowikowski i Zbigniew Grad wystosowali w 1942 memoriał do Hansa Franka, w którym postulowali „wspólną walkę III Rzeszy i patriotów polskich z Żydokomuną”. Likwidacji kierownictwa dokonała grupa członków Miecza i Pługa kierowana przez agenta wywiadu radzieckiego, Bogusława Hrynkiewicza. Zlikwidowani zostali m.in. przewodniczący Rady Naczelnej Anatol Słowikowski, a także Zbigniew Grad, Cezary Kłobut i Franciszek Oppenchowski.
Jedną z najbardziej udanych akcji, w której brał bezpośredni udział Jastrzębski, była tzw. sprawa Archiwum Armii Krajowej. W swojej pracy Akcje Specjalne – od Bieruta do Ochaba (Warszawa 1996), Henryk Piecuch przedstawia ją następująco:
Jedną z najbardziej spektakularnych akcji tej trójki (w tym Jastrzębskiego), była, wsparta przez pułkownikaJerzego Fonkowicza z wywiadu Armii Ludowej, przeprowadzona 17 lutego 1944 roku, akcja na lokal – archiwum Armii Krajowej w Warszawie, przy ulicy Poznańskiej 12, nadzorowana przez Wacława Kupeckiego, którego zlikwidowano. Ludzie Fonkowicza w godzinach 7.00-19.30 zorganizowali w lokalu kocioł, w który wpadło ok. 20 osób (część z nich przekazano Gestapo i wszelki ślad po nich zaginął). Uzyskane w wyniku napadu materiały dotyczące komunistów przedwojennych wywiózł do Moskwy Marian Spychalski, natomiast dokumentację dotyczącą Armii Krajowej przekazano za pośrednictwem Rittera-Jastrzębskiego do Gestapo. W dniach 15–16 kwietnia 1944 roku Niemcy przeprowadzili w Warszawie szereg aresztowań, m.in. wpadło wówczas ok. 60 członków Armii Krajowej. Istnieją dowody, że aresztowania te były wynikiem akcji na ul. Poznańskiej.
Inaczej przedstawił przebieg tej akcji prof. Ryszard Nazarewicz, który obszernie opisał te wydarzenia w książce Armii Ludowej dylematy i dramaty. Według jego relacji istniała konieczność przejęcia kartoteki zawierającej dane polskich komunistów, nim wpadnie ona w ręce Gestapo, które wkroczyło do akcji przypadkiem, najprawdopodobniej zaalarmowane przez sąsiadów zaniepokojonych hałasem związanym z odbywającą się akcją. Wskazywał on także, że kartoteka podlegała agentowi Gestapo Eugeniuszowi Gittermanowi, pełniącemu funkcję szefa wywiadu w Departamencie Spraw Wewnętrznych Delegatury Rządu na Kraj.
Przed dojściem Armii Czerwonej do linii Wisły, Jastrzębski wywiózł swoją rodzinę na jej prawy brzeg, do Świdra pod Warszawą, żeby chronić ją przed niebezpieczeństwami spodziewanego powstania (znanego później jako powstanie warszawskie). Przyczynił się także do uratowania olbrzymiego zbioru dzieł kultury narodowej rodziny Potockich (obrazów, księgozbiorów, rękopisów itp.) przed nielegalną wywózką do III Rzeszy. Kolekcja ta znalazła się w zbiorach Muzeum Narodowym w Warszawie.

### Po zakończeniu II wojny światowej
Kiedy Sowieci doszli do Wisły, w sierpniu 1944 Jastrzębski został aresztowany przez NKWD na podstawie informacji sąsiada, który doniósł, że w okolicy mieszka niemiecki wojskowy. Po aresztowaniu spędził rok w sowieckim więzieniu. Po powrocie do kraju, w połowie 1945 roku, rozpoczął służbę w Ministerstwie Bezpieczeństwa Publicznego, prawdopodobnie nadal jako agent wywiadu radzieckiego. Pracę w polskich organach bezpieczeństwa rozpoczął 15 listopada 1945 od wysokiego stanowiska kierownika Wydziału II (Walka z reakcyjnym podziemiem) Departamentu I (kontrwywiad) MBP. Sprawując funkcję kierownika Wydziału II, jednocześnie 1 lipca 1946 roku został wicedyrektorem Departamentu I; tym samym pełnił funkcję pierwszego zastępcy ówczesnego dyrektora Departamentu I, Romana Romkowskiego. 20 lutego 1947 roku został szefem Wojewódzkiego Urzędu Bezpieczeństwa Publicznego w Gdańsku, w marcu 1948 roku, już w stopniu podpułkownika, powrócił do centrali MBP na stanowisko dyrektora Departamentu I MBP. W czerwcu 1948 roku został odwołany „za brak czujności”, jak mówiła wersja oficjalna, a według samego Jastrzębskiego za sprzeciw wobec stosowania tortur w stosunku do zatrzymanych.
28 września 1948 roku został wysłany do Lublina, gdzie stanął na czele tamtejszego Wojewódzkiego Urzędu Bezpieczeństwa Publicznego (WUBP) i brał udział w walkach z partyzantami z Narodowych Sił Zbrojnych i innych organizacji oraz Ukraińcami z UPA, którzy nie złożyli broni po zakończeniu wojny. Odwołany z MBP 1 marca 1950, pracował jako inspektor w Ministerstwie Państwowych Gospodarstw Rolnych, następnie w Zarządzie Kin. Od 1960 służył jako zastępca dowódcy ds. politycznych Warszawskiego Okręgu Wojskowego, w 1964 został mianowany attaché wojskowym w Rzymie. Po powrocie do kraju w 1968 roku został zastępcą Głównego Inspektora Obrony Terytorialnej – szefem Inspektoratu Powszechnej Samoobrony. Odwołano go w 1972 r. po ucieczce syna do Danii. Wieloletni członek Rady Naczelnej ZBoWiD.
Był żonaty z Eugenią z d. Kamieniecką (1907–1982), działaczką KPP, PPR i PZPR, odznaczoną Krzyżem Kawalerskim Orderu Odrodzenia Polski. Pogrzeb gen. Jastrzębskiego odbył się 13 maja 1981 roku na Cmentarzu Wojskowym na Powązkach w Warszawie (kwatera B32-tuje-13). W uroczystości żałobnej, obok najbliższej rodziny, uczestniczyli wiceministrowie obrony narodowej: zastępca ministra ds. ogólnych gen. broni Józef Urbanowicz, szef GZP WP gen. dyw. dr Józef Baryła i Główny Inspektor Obrony Terytorialnej gen. broni Tadeusz Tuczapski. Obecny był także wiceminister ds. kombatantów Stanisław Kujda oraz prezes Zarządu Głównego ZBoWiD Włodzimierz Sokorski.

## Odznaczenia
- Order Sztandaru Pracy I klasy
- Order Sztandaru Pracy II klasy
- Order Krzyża Grunwaldu II klasy
- Krzyż Komandorski Orderu Odrodzenia Polski
- Order Krzyża Grunwaldu III klasy
- Krzyż Oficerski Orderu Odrodzenia Polski
- Krzyż Kawalerski Orderu Odrodzenia Polski
- Złoty Krzyż Zasługi (dwukrotnie)
- Krzyż Walecznych
- Krzyż Partyzancki
- Medal za Warszawę 1939–1945
- Medal Zwycięstwa i Wolności 1945
- Medal 10-lecia Polski Ludowej
- Medal 30-lecia Polski Ludowej
- Złoty Medal „Za zasługi dla obronności kraju”
- Medal pamiątkowy „Za zasługi dla Warszawskiego Okręgu Wojskowego” (1970)[9]
- Medal jubileuszowy „Trzydziestolecia zwycięstwa w Wielkiej Wojnie Ojczyźnianej 1941–1945” (1975, Związek Radziecki)[10]